# Жимуј
Жимуј (фр. Gimouille) је насељено место у Француској у региону Бургоња, у департману Нијевр.
По подацима из 2011. године у општини је живело 463 становника, а густина насељености је износила 32,47 становника/km².

## Демографија
| 1962. | 1968. | 1975. | 1982. | 1990. | 2011. |
| ----- | ----- | ----- | ----- | ----- | ----- |
| 422   | 380   | 307   | 270   | 506   | 463   |